# Hormiszdasz pápa
Szent Hormiszdasz (latinul: Hormisdas)  (Frosinone, ? – Róma, 523. augusztus 6.) volt az 52. pápa, akit elődje, Szümmakhosz pápa halálának másnapján, 514. július 20-án választott meg a római zsinat a keresztény egyház élére. Személyében rátermett és okos egyházfő lépett az apostoli trónra. Ezt igazolja az is, hogy ügyes politikai fellépéseivel sikerült elérnie a római és konstantinápolyi egyházak újraegyesülését.

## Élete
Gazdag, patríciusi családból származott. Életének első pár évtizedét a latiumi Frosinone városában élte le. 20 éves kora előtt valamivel megházasodott, és gyermeke is született. Ez a gyermek lett a későbbi Szilvériusz pápa. Felesége viszont pár éven belül meghalt. Vigaszát Istenben kereste, ezért a papi hivatást választotta. Gyorsan tanult, és így Szümmakhosz pápa pontifikátusa alatt diakónusi rangot kapott. Pár évvel később, a laurentiánus skizma idején Hormiszdasz volt az egyik legbefolyásosabb egyházi hivatalnok Szümmakhosz pápa kíséretében. Az 502-ben a Szent Péter-bazilikába összehívott zsinaton írnok volt. Ezen a gyűlésen már felvetődött, hogy Hormisdas a pápa méltó utódja lehetne. Így amikor 514 nyarán Szümmakhosz pápa eltávozott az élők sorából, nem volt kétség és vita afelől, hogy utódjának Hormiszdaszt válasszák.
Pápaként első dolga volt, hogy eltüntesse Rómában Laurentius utolsó nyomait. Ezért az ellenpápa több hívét is visszafogadta az egyházba, ezzel mutatva, hogy nem fél tőlük. Ez a gesztus szinte minden esetben sikeres volt. Miután saját háza táján rendet teremtett, a keleti egyházak felé fordította minden figyelmét. A 484 óta húzódó úgynevezett akakioszi egyházszakadás Zénón bizánci császár egyik műve, a Hénótikon miatt állt fenn, és azóta Róma és Konstantinápoly szemben álltak egymással. A következő bizánci császár, I. Anasztasziosz (Anastasius) is a Hénótikon és a monofizita tanok védelmére kelt. Birodalmában üldözte azokat a püspököket, akik elfogadták a khalkédóni zsinat döntéseit. Így történt meg az, hogy a Keletrómai Birodalom mindhárom pátriárkája el lett mozdítva hivatalából. Emiatt a keleti klérus tagjai közül sokan fordultak Rómához segítségért.
A növekvő elégedetlenséget egy Alsó-Moesiai hadvezér, Vitalianus használta fel hivatala megerősítésére és hatalma növelésére. Serege élén felkelést robbantott ki a császár ellen. Eredeti célja az volt, hogy a császár adja vissza neki a seregek gabonaelosztásáért felelős hivatalát, amely jelentős bevételekkel is kecsegtetett. Hogy több támogatót nyerjen meg célja érdekében, azt is zászlajára tűzte, hogy I. Anastasius ismerje el a khalkédóni zsinat döntéseit, és állítsa vissza az egyház egységét. Így sikerült hatalmas sereget összetoboroznia. Ennek élén Konstantinápoly falai alá vonult, és elrabolta a császár unokaöccsét, Hüpatioszt. Anastasius így kénytelen volt meghallgatni Vitalianus feltételeit. Ezek egyike az volt, hogy a császár esküt tesz arra, hogy a trákiai Heracleia városába zsinatot hív össze, amelyre meghívja a római pápát is. Itt el kell fogadnia az egyházfő ítéletét a konstantinápolyi pátriárka és a többi püspökség ügyében, hogy az áhított egyházi egység ismét megszülethessen.
I. Anastasius 514. december 28-án megírta levelét Hormiszdasznak, amelyben meghívja őt Heracleiába következő év július 1-jére. A levelet először Vitalianus is elolvasta, és az ő emberei kísérték el azt Rómába. De a császár nem igazán akarta elfogadni Vitalianus feltételeit, így január 12-én írt egy kevésbé nyájas levelet a római pápának. Ebben a levélben a császár már csak szíves közreműködését kérte a viták rendezésére. A császári kémek segítségével ez a levél hamarabb érkezett meg Rómába, mint a második. Hormiszdasz pápa április 4-én válaszolt erre a levélre. Ebben örömét fejezte ki a békés kezdeményezéshez, de beleszólási jog nélkül nem akart részt venni a zsinaton. A császár első levele május 14-én érkezett meg a pápai hivatalba. Hormiszdasz zsinatot hívott össze Rómában, majd július 8-án megírta Anastasius császárnak, hogy követeket küld Konstantinápolyba.

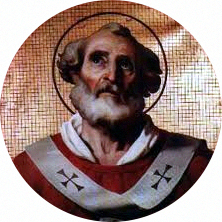
Hormiszdasz pápa

A hat tagú pápai legátus (Paviai Ennodius püspök, Catinai Fortunatus püspök, Venantius pap, Vitalis diakónus és Hilarius írnok) Hormiszdasz levelével érkezett meg I. Anastasius udvarába. Ebben a levélben a pápa a kalkedóni zsinat elismerését, a monofiziták üldözését és a római primátus elismerését követelte a császártól. Ezen felül Hormiszdasz pápa a keleti klérusnak elküldte a híres regula fideit, vagyis egy hűségesküt (később: Formula Hormisdae), amelynek első soraiban a Szent Péter, és így Jézus által kijelölt útról ír. Ezt pedig Róma legfőbb primátusával azonosítja. Továbbá akik aláírják ezt a formulát, azok megtagadják a monofizita tanokat és beleegyeznek Akakiosz konstantinápolyi pátriárka, Notorius és más eretnek klerikusok kiközösítésébe. Ez eleinte nagy ellenszenvet váltott ki a keleti egyházak vezetőiből, ám később egyre többen csatlakoztak hozzá.
Időközben a császári udvarban a pápai legátus csak kitérő választ továbbíthatott Rómába. Azonban Vitalius újabb lázadásának hatására Anastasius két magas rangú követet küldött Rómába 516 júliusában. A bizánci küldöttek legfőbb célja nem Hormisdas volt, hanem a római szenátus és Nagy Theodorik gót király. A császár ugyanis rá akarta őket venni, hogy forduljanak szembe a pápával. Azonban a túlzott bizánci befolyás miatt mindkét világi hatalom hűséges maradt Hormiszdaszhoz. Mégis a pápa úgy döntött, hogy 516 végén egy második legátust küld Konstantinápolyba. Anastasius császár nem akarta elfogadni Hormiszdasz feltételeit, a követeket pedig megpróbálta megvesztegetni, persze hiába. A követek hivatalos látogatásuk lejártakor Hormiszdasz leveleit adták körbe a keleti klérus tagjai között titokban. Amikor erre fény derült a császár azonnal hajóra rakta a pápai követeket, és megszakította a tárgyalásokat Rómával. Ezt azért is merte megtenni, mert időközben megölette Vitalianust, az egész huzavona elindítóját. 517 nyarán ismét üldözni kezdte azokat a papokat, akik az egyház újraegyesítése mellett foglaltak állást. Azonban 518. július 9-én a makacs császár egy szörnyű viharban halálát lelte. Röviddel ez előtt Konstantinápoly monofizita pátriárkája, I. Timotheus is elmenekült a városból.
Így hamarosan új császár lépett Bizánc trónjára. I. Justinus császár hithű keresztény volt, akinek legfőbb titkos vágya volt visszafoglalni Itáliát. Ezért a keleti és nyugati egyházak egyesítésének fontosságát a császári hatalom is elismerte. I. János konstantinápolyi pátriárka eretneknek nyilvánította a monofizita tanokat, elfogadta a khalkédóni zsinat döntéseit, és kinyilvánította igényét az egyház újraegyesítésére. A pátriárka egy zsinaton hivatalosan is elfogadtatta ezeket a klérussal, és így 518-ban császári követek indultak Rómába. Hormiszdasz meghallgatta a bizánci követeket, és pápai legátust küldött Konstantinápolyba. A küldötteket hatalmas pompával fogadták. Hormiszdasz minden feltételét elfogadták, és kihúzták Akakiosz pátriárka valamint Zénón és I. Anastasius császár nevét azok listájáról, akikért a miséken imádkoznak. A Hénótikont is elutasították.
519. március 28-án, nagycsütörtökön a konstantinápolyi katedrálisban, az új Hagia Szophiában nagy tömeg előtt misét celebráltak, majd több mint 2500 püspök írta alá a Formula Hormisdae-t, és hivatalosan is megszüntették a két egyház különválását.
519 után még sok vitát el kellett simítania a formulával kapcsolatban, de alapvetően helyreállt a keresztény egyház egysége. Lefordíttatta latinra a keleti egyház addigi kánonjait, amelyeket Dionüsziosz Exiguus írt meg. Pontifikátusa alatt többször is írt levelet Hispania és Gallia egyházi vezetőinek, hogy pontosítsa és oktassa őket a helyes vezetésről. Pontifikátusa alatt végig baráti kapcsolatot tartott fenn Nagy Theodorikkal, az itáliai gótok királyával. Többször is busás ajándékot kapott tőle, de a kincstár ebben az időben Bizánctól is ajándékot is kapott. Örömteli híreket kapott Észak-Afrikából is. Ezek szerint Thrasamund, a vandálok királya meghalt, és megszűntek a keresztényeket fenyegető üldözések ezen a területen.
523 július 19-én halt meg. A Szent Péter-bazilikában temették el.

## Művei
- Documenta Catholica Omnia (latin nyelven). (Hozzáférés: 2011. december 6.)